# Wroughtonia elongata
Wroughtonia elongata – gatunek błonkówki  z rodziny męczelkowatych i podrodziny Helconinae.
Gatunek ten opisali po raz pierwszy Khuat Dang Long, Cornelis van Achterberg, James M. Carpenter i Nguyen Thi Oanh w 2020 roku. Opisu dokonali na podstawie pojedynczej samicy, odłowionej w kwietniu 1998 roku do pułapki Malaise'a w Huong Son na terenie wietnamskiej prowincji Hà Tĩnh.
Błonkówka ta ma ciało o długości 13,5 mm, przednie skrzydło o długości 10,6 mm i oraz osłonkę pokładełka o długości 28,2 mm. Ubarwiona jest głównie czarno. 46-członowe czułki są brązowe z kremowobiałymi członami od 13. do 26. i żółtobrązowymi nasadami. Głaszczki są jasnobrązowe z żółtawobrązowymi dwoma początkowymi członami. Długość głaszczków szczękowych jest 1,9 raza większa niż głowy. Czoło cechuje się tępym guzkiem, wznoszącym się znacznie wyżej niż żeberka czołowe po bokach. Głowa patrząc od góry jest 1,4 raza szersza niż długa. Wysokość oczu złożonych jest 1,2 raza większa od wysokości skroni. Długość mezosomy jest 2,4 raza większa niż jej wysokość. Powykrawane notauli zlewają się ku tyłowi z podłużnymi zmarszczkami. Powierzchnia pozatułowia jest pomarszczona, zaopatrzona w nasadowe żeberko i areolę. Skrzydła mają przejrzystą błonę oraz brązowe żyłki i pterostygmę. Użyłkowanie przedniego skrzydła cechuje się żyłką 3-SR 1,85 raza dłuższą od żyłki radialnej oraz żyłką 2-M 1,7 raza dłuższą od żyłki 3-SR. Z kolei w skrzydle tylnym długość żyłki 1-M wynosi 1,2 długości pierwszej żyłki radialno-medialnej (1r-m). Na krawędzi tylnego skrzydła występują cztery zaszczepki. Odnóża przedniej i środkowej pary są żółte z białawożółtymi stopami, zaś tylnej pary mają brązowe biodra, żółte krętarze i krętarzyki, żółto-brązowe uda, żółte golenie z przyciemnionymi wierzchołkami oraz białawożółte stopy. Tylne uda są smukłe, na spodzie zaopatrzone w krótki guzek i piłkowanie, a nie licząc tychże 4,7 raza dłuższe niż szerokie. Metasoma ma grzbietowe żeberko na pierwszym tergicie sięgające do 0,6 jego długości.
Owad orientalny, znany wyłącznie z lokalizacji typowej w Wietnamie.